# Parigi-Camembert 1942
La Parigi-Camembert 1942, prima edizione non ufficiale della corsa, valida come evento del circuito UCI categoria CB1.1 e valida come Trophée Lepetit, si svolse il 4 ottobre 1942. Fu vinta dal francese Joseph Goutorbe.

## Ordine d'arrivo (Top 6)
| Pos. | Corridore         | Squadra            | Tempo |
| ---- | ----------------- | ------------------ | ----- |
| 1    | Joseph Goutorbe   | Helyett-Hutchinson |       |
| 2    | Guillaume Godere  | -                  |       |
| 3    | Maurice Bocquet   | -                  |       |
| 4    | Waechter          | -                  |       |
| 5    | Joseph Martin     | -                  |       |
| 6    | Tolmino Casellato | -                  |       |